# Calçada de Carriche
A Calçada de Carriche é uma das principais entrada e saídas da Cidade de Lisboa. Calçada de Carriche é também um poema de autoria de António Gedeão.

## Descrição
A Calçada de Carriche é uma avenida, situada na parte Norte de Lisboa. Inicia-se na ponta do Vale de Telheiras, e termina em Olival Basto, concelho de Odivelas. No seu final, divergem três ramais: um para o centro de Odivelas, outro para a via rápida IC 22 e outro para o troço comum à auto-estrada A8 e ao IC17/CRIL.
A avenida que a precede é a Avenida Padre Cruz e inicia-se no Campo Grande (Metro / Estádio Alvalade XXI) e termina no Vale de Telheiras, no cruzamento com a Avenida Rainha Dona Leonor, a ligação de Telheiras ao centro do Lumiar. Este troço é pouco sinuoso, subindo ligeiramente. Logo a seguir, a via entra numa descida bastante acentuada (10% de inclinação), descendo a Serra de Vale do Forno, até ao entroncamento de acessos em Olival Basto.
Quase no final, é atravessada por um viaduto feito para a passagem do metropolitano, na Linha Amarela.
O corredor de transportes públicos possui, apenas no sentido sul, uma faixa que corre à esquerda do restante trânsito. Esta é usada por transportes públicos que, sirvam o centro do Lumiar, visto a mesma aceder diretamente à Rua do Lumiar e, consequentemente à Alameda das Linhas de Torres, espinha dorsal da freguesia. Os transportes, ainda no sentido sul, que, não tenham que circular pela zona útil do Lumiar, continuam pela faixa à direita do trânsito particular. Isto ocorre devido à agressividade da inclinação em que este troço da via se insere e, à existência de aglomerados urbanos junto da estrada, não sendo possível assim, a construção de nós desnivelados. Para o sentido norte, apenas existe um corredor, à direita da faixa de trânsito particular do mesmo sentido.
Para o trânsito particular aceder ao centro do Lumiar, vindo de norte, tem que circular via Avenida Rainha Dona Amélia, fazendo um percurso maior.